# Bakorce
Jezioro Bakorce (Jezioro Dziećmiarki) – jezioro w Polsce, w województwie wielkopolskim, w powiecie gnieźnieńskim, w gminie Kłecko, na Pojezierzu Gnieźnieńskim. Na wschód od jeziora leży wieś Dziećmiarki.

## Dane morfometryczne
Zwierciadło wody położone jest na wysokości 108,9 metrów n. p. m. Powierzchnia zwierciadła wody wynosi 6 ha.